# Laódice (esposa de Mitrídates IV do Ponto)
Laódice foi uma esposa do rei Mitrídates IV do Ponto.
A evidência para a existência desta rainha é numismática, pois o nome de Mitrídates e de Laódice aparecem juntos em moedas do Reino do Ponto.